# 薛存誠
薛 存誠（せつ そんせい、生没年不詳）は、唐代の官僚。字は資明。本貫は河中府宝鼎県。

## 経歴
左拾遺の薛勝の子として生まれた。進士に及第し、節度使の補佐役を歴任した。入朝して監察御史となり、知館駅をつとめた。元和元年（806年）、官軍が劉闢の乱を討つと、駅伝の仕事が多くなり、憲宗は宦官を館駅使としようとした。存誠はひそかにこれに反対する上表をおこなった。諫官がまた反対する上奏をおこなったため、憲宗はこれを取りやめた。存誠は殿中侍御史となり、度支員外郎に転じた。裴垍が宰相となると、存誠は起居郎として任用され、司勲員外郎に転じた。刑部郎中に進み、侍御史を兼ね、知雑事をつとめた。兵部郎中・給事中に転じた。瓊林庫が工徒の名目で広く人を籍に入れていたため、存誠は名義をいつわって兵役逃れをしていると糾弾した。咸陽県尉の袁儋が神策軍と争い、軍人に理がなかったにもかかわらず、袁儋が処罰された。2通の勅命が下って、存誠がいずれもこれを執行した。存誠は御史中丞に抜擢された。
僧の鑑虚という者が貞元年間から宦官たちと結びつき、賄賂を懐にしていたが、刑吏の摘発を免れていた。ときに于頔と杜黄裳の家が私事で摘発されると、鑑虚も連座して逮捕され獄に下された。存誠は鑑虚が数十万の不正な財産を蓄えていることを調べ上げ、重い刑罰に相当するとした。内外の権勢家たちが憲宗の前で鑑虚を弁護したため、憲宗は鑑虚を釈放しようとした。存誠は鑑虚を釈放するなら先に自分を殺しなさいと言って、憲宗の命令を聞き入れなかった。憲宗は存誠が職務に忠実なのを褒めて、鑑虚を笞打って死なせた。洪州監軍の高昌が信州刺史の李位（李承乾の玄孫）を謀大逆を計画した罪で誣告した。憲宗は宮中で糾問しようとしたが、存誠が1日3回上表して、李位を御史台で取り調べさせた。調査の結果、謀大逆計画に実態がなかったため、李位は冤罪を雪がれた。
ほどなく存誠は再び給事中に任じられた。数カ月後、また御史中丞とされた。御史の事務をみることなく、突然に死去した。刑部侍郎の位を追贈された。
子に薛廷老があった。

## 家族
- 玄祖父：薛処道（隋の戸部員外郎）
- 高祖父：薛徳聞（洺水県令）
- 曾祖父：薛懐譲（懐州刺史）
- 祖父：薛蹇（丹州長史）
- 父：薛勝（左拾遺）

## 伝記資料
- 『旧唐書』巻153 列伝第103
- 『新唐書』巻162 列伝第87